# Исаак Бен Сид
Исаак Бен Сид (в документах того времени именуется Zag или Cag) - средневековый астроном и переводчик при дворе  кастильского короля Альфонсо X, из Толедской школы переводчиков, жил в XIII веке. Участвовал по поручению короля в астрономических работах, перевёл с арабского сочинение о квадранте. Один из авторов «Альфонсовых таблиц», которые использовались мореплавателями вплоть до появления «Прусских таблиц».